# Doberlug-Kirchhain
Doberlug-Kirchhain (baix sòrab Dobrjoług-Góstkow) és un municipi alemany que pertany a l'estat de Brandenburg. Sie entstand 1950 durch die Zusammenlegung der angrenzenden Kleinstädte Doberlug (bis 1937 Dobrilugk) und Kirchhain. Va ser creat el 1950 per la fusió dels pobles veïns de Doberlug (fins a 1937 Dobrilugk) i Kirchhain, i comprèn les comunitats d'Arenzhain, Buchhain, Dübrichen, Frankena, Hennersdorf, Lichtena, Lugau, Nexdorf, Prießen, Trebbus i Werenzhain. Els monestirs cistercencs de Dobrilugk i Weißgerberei van portar prosperitat al municipi.
Està envoltat pels municipis de Fichtwald, Sonnewalde, Sängerstadt Finsterwalde, Heideland, Rückersdorf, Schönborn, Tröbitz, Schilda, Uebigau-Wahrenbrück i Schlieben.